# Murgeni
Murgeni este un oraș în județul Vaslui, Moldova, România, format din localitățile componente Cârja, Floreni, Lățești, Murgeni (reședința), Raiu, Sărățeni și Schineni. A obținut statutul de oraș în decembrie 2003.

## Istoric

### Evul Mediu
Primele însemnări scrise despre Murgeni drept o comunitate de oameni liberi (răzeși) apar în timpul domniei lui Alexandru cel Bun (1400-1432) și se adaugă în timpul lui Ștefan cel Mare (1457-1504), perioadă în care satul se documentează și arheologic.
În teritoriul Murgeni sunt atestate următoarele sate:
- Cârja
- Floreni
- Lățești
- Raiu
- Sărățeni
- Schineni

Ne vom referi în special la Murgeni, vechiul sat Murgeni, deoarece acesta avea să fie desființat de boierul Alecu Sturza a cărui moșie era. Viața satului se continuă din vechime - arheologic și scris până în anul 1844, dată la care ia ființă „târgul” Murgeni, iar satul vechi fiind desființat.
Acest sat se întindea de la pârâul Elan în vest, până la mijlocul dealului la est, de o parte și de alta a pârâului Oița. După urmele arheologice satul vechi era destul de întins și populat.
Apariția unor proprietari cu numele de „Murgu” în documentele din sec. XV-XVI, a determinat pe Gh. Ghibănescu să considere că denumirea satului Murgeni ar veni de la Murgu, Murgești. Observația atentă asupra documentelor de arhivă pare să infirme această presupunere.
Prima mențiune a satului Murgeni apare într-un document dat din Suceava de Ștefan cel Mare la 28 august 1466 în care nu apare niciun nume de Murgu. Abia peste 34 de ani, într-un document dat tot de Ștefan cel Mare din 5 aprilie 1500, frații Murgu, Dragoș și Toader, apar în calitate de cumpărători a unei părți din Murgeni. Rezultă cu certitudine că numele satului Murgeni este cu mult mai vechi și nu poate fi legat de numele fraților Murgu care apar atât de târziu în viața satului și pe care îi găsim cu proprietăți pe Telejna - Vaslui. Din descoperirile arheologice reiese că a fost o continuă locuire în aceste locuri din cele mai vechi timpuri, așadar această comunitate avea un nume, care s-a transmis până la noi sub denumirea de Murgeni.
Descoperirile arheologice de aici constau în:
- ceramică
- unelte din fier (topoare, sape, seceri, etc.)
- arme de luptă
- o bogată gamă de monede

Observăm că în timpul lui Alexandru cel Bun se găsesc doar 2 monede naționale, celelalte fiind de origine poloneză, rusescă, germană, turcească și chiar și monede false.
În 1528, Voievodul Petru Rareș întărește stăpânirea lui Barta și a descendenților săi dar în 1550, într-un document emis de Ilieș Vodă se adeverește faptul că o a treia parte din Murgeni se vinde în sânul familiei Murgu.
Semnificativ este însă documentul emis la 25 noiembrie 1741 la Iași de către domnul Moldovei Constantin Mavrocordat care le spune obștei din ținuturile „Murgenii” să fie sub ascultarea „credinciosului domniei mele Vasile Sturza”.
Se observă și aici cum încălcau domnii fanarioți drepturile țăranilor și măcar dacă boierii s-ar fi mulțumit cu atât dar și ei la rândul lor încărcau și mai mult obligațiile țăranilor năpăstuiți.
Satul Murgeni de pe Oița mai este pomenit în documente de la începutul secolului XIX, pentru ca în 1844 să fie desființat datorită intereselor boierului Alecu Sturza.

### Înființarea târgului Murgeni
Dominația otomană a împiedicat dezvoltarea economică a Țărilor Române și în principal, a constituit un obstacol în calea dezvoltării orașelor și târgurilor din Moldova.
Prin Tratatul de la Kuciuk-Kainargi - Dobrogea din anul 1774 s-a făcut o primă breșă în monopolul economic turcesc cu urmări pozitive în procesul de destrămare a feudalismului, de dezvoltare a relațiilor de producție capitaliste, care impun lărgirea pieței interne și dezvoltarea orașelor și a târgurilor.
A doua breșă este cea prin Tratatul de la Adrianopol din 1829 care permite și mai mult adâncirea proceselor de dezvoltare rurală și urbană.
Ca urmare a acestor condiții, mulți boieri se întreceau în a obține prin hrisoave privilegii de a înființa iarmaroace sau zile de târg pe moșiile lor, deoarece simțeau că este o formă de îmbogățire nouă de exploatare și asuprire.
Boierul Alecu Struza nu făcea excepție, încă din anul 1839 înființa un târg pe o altă moșie de a sa la Găiceana.
Moșia de la Murgeni așezată bine geografic, moștenită de la Vasile Sturza după cum am amintit mai sus, veritabil punct comercial, străbătută de drumul Brăilei, la răscruce de drumuri, cu multe sate în împrejurimi, cu un început de tradiție de schimb, oferea boierului un deosebit târg pe care vrut sa-l înființeze în 1843.
Dar acest târg părea că amenință târgul Urdești din ținutul Fălciu.
Așadar în 1844 vornicul Neculai Greceanu cerea vistieriei Moldovei să nu se aprobe vornicului Sturza târg și iarmaroc pe moșia de la Murgeni fiind prea apropiat de târgul său din Urdești.
După ce Visteria Moldovei trimite delegați care fac cercetări la fața locului se apreciază faptul că iarmarocul și târgul din Murgeni nu deranjează pe cel din Urdești fiind la o distanță considerabilă unul de altul.
Satele care pot beneficia de târgul din Murgeni fiind Raicul, Hănăseni, Bârlești, Epureni, Schineni, Sărățeni, Lățești, Blăgești, Igești, Cârja, Hrăniceni, Rânzești, Vădeni, Bogdănești, Lupești, Mânzătești, Sipeni, Aldești, Gănești, Prodănești, Slivna, Cavadinești, Șipotele, Grăpeni, Susăni, Comănești, Costești și Onești.
Așadar la 6 septembrie 1844 i se aprobă în cancelaria domnească lui Alecu Sturza  „târg cu zi de târg și iarmaroace pe moșia sa din Murgeni”.
Alege ca loc exact răscrucea drumurilor din actuala vatră a Murgeniului de astăzi, deoarece satul vechi Murgeni se afla dincolo de Elan și venea „peste mână” pentru târg.
Așadar desființa vechiul sat și totodată scoate pe răzeșii din moșia sa având grijă să-l populeze cu țăranii împresurați de el.
Constrânși din ce în ce mai mult țăranii vechiului sat s-au mutat în noul târg înființat, unii mai ușor crezând că vor găsi un nou mod de muncă mai ușor prin meșteșuguri și negoț.
Aceleași mijloace sunt întrebuințate și pentru strămutarea unei părți din satul Hănăseni cea care se întindea dincolo de pârâul Mihoanea.
Practic satul Hănăseni este desființat atunci cu toate că în unele documente figurează până în 1860 dar cu o populație foarte redusă.
În 1856 un foc năprasnic pârjolește târgul, ca răspuns la această calamitate naturală în loc să slăbească obligațiile târgoveților dimpotrivă le mărește. Aceste abuzuri ca și altele determină multitudinea jalbelor către minister dar care nu își aveau efectul.
În 1860 Ministerul de Interne de pe atunci vrând să soluționeze jalbele trimise de locuitorii din Murgeni cere boierului hrislovul de privilegii al târgului.
În 1864 ținuturile sunt reorganizate primind numele de județe. În urma acestei legi, Murgeni formează o comună care era în același timp reședința subprefecturii târgului din județul Tutova.
Între anii 1844-1907 exista o zona comercial-meșteșugărească și de locuit axată în mod deosebit pe strada principală și o zonă în partea de sud cu locuințe la șosea și risipite a căror locatari se ocupa exclusiv cu agricultura, aici fiind vorba de rămășițele satului Hănăseni.
Între anii 1908-1921 fizionomia satului nu se schimbă foarte mult dar i se adaugă centrul comunității evreiești cu școală. S-a construit apoi școala primară (1918), spitalul (1908), casa ceferiștilor (1917), moara (1912). În 1916 s-a introdus iluminatul străzilor cu felinare cu gaz lampant.
Între anii 1921-1944 nu s-a schimbat prea mult dar i s-a adăugat mahalaua denumită „Satul Nou” și s-a pavat strada principală cu piatră cubică.
Odată cu apariția socialismului în anii 1950-1960 se produc anumite schimbări în aspectul edilic al Murgeniului.
Astfel se realizează numeroase edificii economice și social - culturale (fabrica de produse lactate, centru de vinificare, piața pe o suprafață de 1800 mp s-au modernizat drumurile, construcția căminului cultural iar în 1957 a luat ființă liceul de cultură generală, etc. Multe dintre acestea sunt și astăzi dar tot la fel de multe s-au desființat ori s-au privatizat după perioada comunistă.
În anul 2004 Comuna Murgeni sau Târgul Murgeni cum mai era numit devine oraș, un oraș ce se vrea a fi unul european, care este încă la început având perspective bune dar totodată și multe lipsuri ce trebuiesc corectate pentru a pătrunde pe făgașul civilizației moderne.
În concluzie se poate aprecia că teritoriul ca și aspectul edilic al orașului Murgeni își schimbă înfățișarea în contextul evoluției de-a lungul anilor după felul vieții social-economice și social-culturale.

## Transport
- Rutier: DN24 DN26, DJ 244i, DJ 244b.
- Feroviar: Gara Murgeni care face legătura între Bârlad și Fălciu.

## Demografie
Componența etnică a orașului Murgeni
     Români (58,92%)
     Romi (25,48%)
     Alte etnii (0,03%)
     Necunoscută (15,57%)
Componența confesională a orașului Murgeni
     Ortodocși (63,49%)
     Penticostali (20,3%)
     Alte religii (0,36%)
     Necunoscută (15,85%)
Conform recensământului efectuat în 2021, populația orașului Murgeni se ridică la 6.853 de locuitori, în scădere față de recensământul anterior din 2011, când fuseseră înregistrați 7.119 locuitori. Majoritatea locuitorilor sunt români (58,92%), cu o minoritate de romi (25,48%), iar pentru 15,57% nu se cunoaște apartenența etnică. Din punct de vedere confesional, majoritatea locuitorilor sunt ortodocși (63,49%), cu o minoritate de penticostali (20,3%), iar pentru 15,85% nu se cunoaște apartenența confesională.

## Politică și administrație
Orașul Murgeni este administrat de un primar și un consiliu local compus din 15 consilieri. Primarul, Eduard Cazacu[*], de la Partidul Social Democrat, este în funcție din octombrie 2020. Începând cu alegerile locale din 2024, consiliul local are următoarea componență pe partide politice:
|  | Partid                          | Consilieri | Componența Consiliului | Componența Consiliului | Componența Consiliului | Componența Consiliului | Componența Consiliului | Componența Consiliului | Componența Consiliului | Componența Consiliului |
|  | ------------------------------- | ---------- | ---------------------- | ---------------------- | ---------------------- | ---------------------- | ---------------------- | ---------------------- | ---------------------- | ---------------------- |
|  | Partidul Social Democrat        | 8          |                        |                        |                        |                        |                        |                        |                        |                        |
|  | Partidul Național Liberal       | 4          |                        |                        |                        |                        |                        |                        |                        |                        |
|  | Alianța pentru Unirea Românilor | 3          |                        |                        |                        |                        |                        |                        |                        |                        |

## Personalități
- Nicolae Profiri (1886 - 1967) - inginer și om politic comunist, membru titular al Academiei Române.
- Constantin Balmuș (1898 - 1957) - filolog, specialist în limbile clasice, membru titular al Academiei Române.
- Ioan Jak Rene Juvara (1913 - 1996) - medic chirurg, profesor universitar la Facultatea de Medicină din București, membru de onoare (1992) al Academiei Române.